# 流行の王様
『流行の王様』(りゅうこうのおうさま、Fashions of 1934) は、1933年のアメリカ合衆国のプレコードのミュージカル・コメディ映画。
ウィリアム・ディターレが監督し、バスビー・バークレーがミュージカル・シーンの振付および監督を行なった。ハリー・コリンズおよびウォレン・ダフの「The Fashion Plate」を原作に、F・ヒュー・ハーバートおよびカール・エリクソンが脚本を執筆した。ウィリアム・パウエル、ベティ・デイヴィス、ヒュー・ハーバート、フランク・マクヒューが主演した。音楽はサミー・フェインが作曲し、アーヴィング・カールが作詞した。公開からしばらくして原題は「Fashions of 1934」から「Fashions」に変更になった。

## あらすじ
シャーウッド・ナッシュ(ウィリアム・パウエル)が働くマンハッタンの信託会社が倒産し、パリのオートクチュールのドレスの安い複製品を売るディスカウントストアを運営するためにパートナーのスナップ(フランク・マクヒュー)とファッション・デザイナーのリン・メイソン(ベティ・デイヴィス)を仲間に引き入れる。リンはトップ・デザイナーのオスカー・バロック(レジナルド・オウエン)が古い服飾の本からひらめきを受けていることを知り、同様の方法でデザインをしてバロックのサインをする。
シャーウッドはバロックと同席するアリクス大公(ヴェリー・ティーズデール)と呼ばれる女性が実はニュージャージー州ホーボーケンからの旧友であるメイベル・マグワイアであることに気付き、メイベルにミュージカル・レビューに主演させ、バロックに衣装のデザインをさせることを約束させ、もしできないなら正体を明かすと脅す。バロックはシャーウッドの仲間であるジョー・ウォード(ヒュー・ハーバート)からダチョウの羽根を購入し、ファッションの流行を作り出す。
その後シャーウッドはパリの最新ファッションを扱うメイソン・エレガンスを開店し大成功するが、リンがスケッチを模倣していたことをバロックが気付く。バロックはシャーウッドを逮捕させるが、シャーウッドは警官に状況の立て直しの時間をくれるよう懇願する。シャーウッドはバロックとアリクス大公の結婚式に押しかけ、バロックが撤回しなければ新婦の正体を明かして恥をかかせると脅す。バロックは同意し、シャーウッドからメイソン・エレガンスを買い取る。シャーウッドはリンに一緒にアメリカに戻ってくれるならもう二度と悪事はしないと誓う。

## 登場人物
- シャーウッド・ナッシュ：ウィリアム・パウエル
- リン・メイソン：ベティ・デイヴィス
- スナップ：フランク・マクヒュー
- オスカー・バロック：レジナルド・オウエン
- アリクス大公：ヴェリー・ティーズデール
- ジョー・ウォード：ヒュー・ハーバート
- デュリエ：ヘンリー・オニール
- ジミー・ブレイク：フィリップ・リード
- ハリー・ブレント：ゴードン・ウエスコット
- グレンダ：ドロシー・バージェス
- グラス：エチエンヌ・ジラルド
- フェルドマン：ウィリアム・バレス
- ヴァン・タイル夫人：ネラ・ウォーカー
- 電話を移動する男：スペンサー・チャーターズ
- パリの本屋：ハリー・ベレスフォード

注釈:
- アーサー・トリーチャーにとってハリウッド映画4作目となり、初の執事役であったが以降長いキャリアを通して何度も執事役を演じることとなった[2]

## 制作

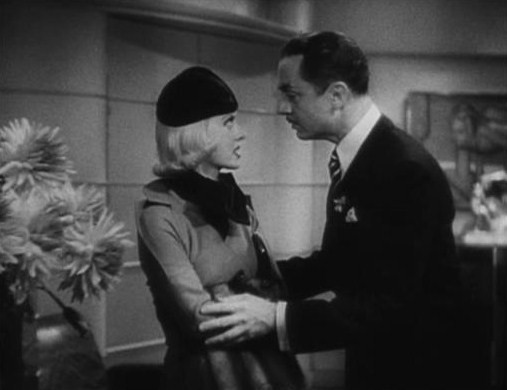
リンとシャーウッド
Lynn and Sherwood; Davis disliked the glamorous look Warner Bros. created for her

ワーナー・ブラザースの社長であるジャック・L・ワーナーはベティ・デイヴィスにプラチナ・ブロンド色のカツラとつけまつげ、グラマラスな衣装で役作りさせようとした。デイヴィスはワーナーが自分をグレタ・ガルボのようにしたいのかと不満を持っており、デイヴィスはRKOに出向して『痴人の愛』のだらしないウェイトレスのミルドレッド・ロジャース役を演じるためにワーナーを説得し続けていた。「フォトプレイ」誌の編集者キャスリン・ドアティとのインタビューにおいて、デイヴィスは自身の意思に反して型にはまった役柄をさせられること、MGMのスター女優たちのまねごとをさせられることを訴えていた。デイヴィスは「タイム」誌のフェラルド・クラークに、自分に似合わない服を着させられているようだと嘆いたが、学びを得た良い経験だとし、二度とこのようなことはさせないと語った。
1933年、カリフォルニア州バーバンクにあるワーナー・ブラザースで撮影された。当初の題名は「King of Fashion」と「Fashion Follies of 1934」の両方が使用されていた。ワーナー・ブラザースは作家のジーン・マーキーとキャサリン・スコラを脚色として挙げていたが、映画脚本家協会によると2名はこの映画と関係していない。

## 楽曲
楽曲「Spin a Little Web of Dreams」、「Broken Melody」はサミー・フェインとアーヴィング・カールが作曲し、「Mon Homme (My Man)」はモーリス・イヴァン、アルベール・ウィルメッツ、ジャック・シャルルが作曲した。ハリー・ウォレンは題名はないがテーマ曲とファッション・ショーの音楽を作曲した。

## 評価

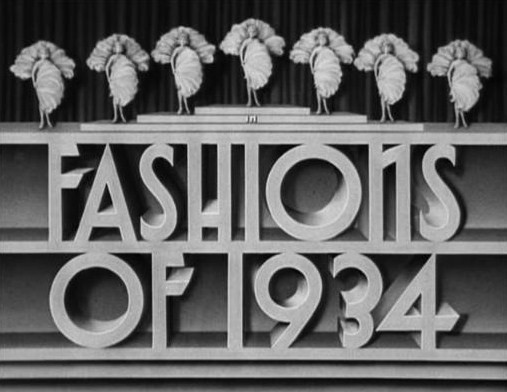
オリジナル予告編のタイトル

### 興行収入
ワーナー・ブラザースが落胆する興行収入だったとされる。ワーナー・ブラザースによるとアメリカ国内で$570,000、国外で$395,000を得た。

### 批評
「ニューヨーク・タイムズ」紙は「活気のある作品」として「陽気なストーリー、興味深いドレス、ハリウッドの女性ダンサーによるバスビー・バークレーの大がかりなショーは感動的。ベテラン監督のウィリアム・ディターレはこの作品も含め独創的な映像を作り続けている」と評した。
「バラエティ」誌は「やや突飛ではあるが、色彩豊かでまばゆく、疾走感や上品さがあり、女性たちと多数の衣装が登場する」と評した。